# Karel Adriaan Deurloo
Karel Adriaanus Deurloo (* 25. Januar 1936 in Valkenswaard; † 1. Juni 2019 in Amsterdam) war ein niederländischer reformierter Theologe, Alttestamentler, Autor, Referent und gehört zur zweiten Generation der theologischen Amsterdamer Schule.

## Leben und Wirken
Karel Deurloo studierte reformierte Theologie an der Universität von Amsterdam. Von 1966 bis 1985 war er theologischer Berater bei der interkonfessionellen Rundfunkanstalt IKON, wo er mit Karel Eijkman und Nico Bouhuijs zusammenarbeitete. Dort wurde er national bekannt durch das Fernsehprogramm „Closer“, einer Serie mit biblischen Themen. Von 1967 bis 1971 war er Jugendpfarrer in Eindhoven. 1971 ging er als Studentenpfarrer an die „Amstelkerk“, die im Zentrum Amsterdams liegt. Diese reformierte Kirchgemeinde war überaltert und auch etwas verschlafen. Unter Deurloo wurde sie zum lebhaften Zentrum der liturgischen Amsterdamer Schule.
1975 promovierte er mit einer literarisch-exegetischen Studie über Kain und Abel und wurde Professor für Altes Testament und Biblische Theologie an der Universität Amsterdam. Er lehrte dort bis zu seiner Emeritierung im Jahr 2001 und wurde zum führenden Kopf der theologischen Amsterdamer Schule. Er reiste auch oft nach Prag, wo er an einem Seminar inoffiziell Theologie lehrte.
Als Theologe respektierte Deurloo die vorhandene Form des Alten Testaments, weil sie so zusammengefügt wurde, um dem gemeinschaftlichen Lesen und somit dem Leben zu dienen. Rekonstruktionen und Quellenscheidung relativierte er, weil er dem Bibeltext selber mehr Gewicht als den angewandten Methoden gab. Sein Nachfolger in Amsterdam hatte andere theologische Interessen, so dass die Amsterdamer Schule an der Universität zunehmend verblasste. 2001 nahm er eine Stiftungsprofessur in Biblischer Theologie an der Freien Universität Amsterdam an, um die Anliegen der Amsterdamer Schule fortzuführen und weiterzuentwickeln.

## Familie
Karel Deurloo war verheiratet mit der Bildhauerin Jettie Sluyter; sie hatten zwei Töchter, eine davon ist die Mundharmonika- und Saxophonspielerin Hermine Deurloo.

## Ehrungen
Deurloo war Ehrendoktor der evangelischen Fakultät in Brüssel. Die Theologische Fakultät der Karlsuniversität Prag verlieh ihm 1994 die Comenius-Medaille für seine Unterstützung der Charta 77 und anderer Dissidenten in der damaligen Tschechoslowakei.

## Schriften
Deurloo publizierte viel, sowohl wissenschaftlich als auch populärwissenschaftlich. Er schrieb Kirchenlieder und Libretti für Musicals zu biblischen Texten. Er war Mitverfasser der Liedersammlung für Menschen mit geistigen Behinderungen Elke zondag is een feest (Jeder Sonntag ist ein Fest). Von seinen Büchern wurden mehr als 100.000 Exemplare verkauft. Sie wurden ins Deutsche, Englische, Tschechische und Ungarische übersetzt. Auf Deutsch erschienen:
- mit Nico Bouhuijs: Lesen, was geschrieben steht. Zur Bedeutung biblischen Redens und Erzählens. Burckhardthaus-Laetare-Verlag, Offenbach 1988, ISBN 3-7664-9260-8.
- mit Nico Bouhuijs: Näher zum Anfang. Die Bedeutung der ersten Erzählungen der Bibel. Burckhardthaus-Laetare-Verlag, Offenbach 1989, ISBN 3-7664-9268-3.
- mit Nico Bouhuijs: Weissage meinem Volk Israel. Annäherung an die Prophetenbücher. Burckhardthaus-Laetare-Verlag, Offenbach 1989, ISBN 978-3-7664-9274-6.
- Josua. Auslegung eines biblischen Buches (= Biblische Erkundungen, Nr. 1). Erev-Rav, Verein für Biblische und Politische Bildung, Wittingen 1995, ISBN 3-9803752-4-2.
- Und er stellte ein Kind in ihre Mitte. Biblische Erzählungen für kleine Ohren (= Biblische Erkundungen, Nr. 5). Erev-Rav, Verein für Biblische und Politische Bildung, Wittingen 1998, ISBN 3-932810-03-1.